# Ítalo Severino Di Stéfano
Ítalo Severino Di Stéfano (* 17. Januar 1923 in Llambi Campbell; † 11. Oktober 2002) war ein argentinischer Geistlicher.
Di Stéfano wurde am 21. September 1946 zum Priester geweiht. Papst Paul VI. ernannte ihn am 12. August 1963 zum ersten Bischof von Presidencia Roque Sáenz Peña, welches am selben Tag vom Bistum Resistencia abgetrennt wurde. Am 19. April 1964 spendete Nicolás Fasolino, Erzbischof von Santa Fe, ihm die Bischofsweihe. Mitkonsekratoren waren José Agustín Marozzi, Bischof von Resistencia, und Manuel Marengo, Bischof von Azul. Am 8. November 1980 ernannte Papst Johannes Paul II. ihn zum Erzbischof von San Juan de Cuyo. Die Amtseinführung fand am 22. März 1981 statt. Am 29. März 2000 nahm Papst Johannes Paul II. seinen Rücktritt an.
Di Stéfano nahm an der dritten und vierten Sitzungsperiode des Zweiten Vatikanischen Konzils als Konzilsvater teil.